# Phumosia pollinosa
Phumosia pollinosa este o specie de muște din genul Phumosia, familia Calliphoridae, descrisă de Zumpt în anul 1956. Conform Catalogue of Life specia Phumosia pollinosa nu are subspecii cunoscute.